# José Rivera (écrivain)
Pour les articles homonymes, voir José Rivera.
José Rivera est un écrivain et scénariste portoricain, né en 1955 à San Juan, Porto Rico, émigré aux États-Unis.
Influencé par la lecture de Cent Ans de solitude de Gabriel García Márquez, il est l'un des représentants du réalisme magique latino-américain.

## Biographie
Il a écrit le scénario de Carnets de voyage, film réalisé par Walter Salles, pour lequel il fut proposé pour l'Oscar en 2005. Il écrit également de nombreuses pièces de théâtre.
Il est le scénariste du film Sur la route adapté du roman éponyme et sorti le 23 mai 2012.